# Локи
Ло́ки (др.-сканд. Loki) — сын ётуна Фарбаути и Лаувейи, также упоминается в качестве бога хитрости, озорства, обмана и коварства и т. п. качеств в германо-скандинавской мифологии, происходит из рода ётунов, но асы разрешили ему жить с ними в Асгарде за его необыкновенный ум, хитрость и мудрость. Локи имеет несколько хейти, включая Хведрунг (Hveðrungr) («Прорицание вёльвы», 55, «Перечень Инглингов», 32), Лофт (Loptr) и Лодур (Lóðurr). В мифах чаще всего выступает в роли антигероя и трикстера, не злого, но дерзкого и лукавого нарушителя порядков.

## Биография
Снорри Стурлусон описывает Локи красивым невысоким человеком. Побратим Одина. До того, как великаны начали войну с асами, Локи прожил три года в Ётунхейме у великанши Ангрбоды. За это время она родила ему троих детей: дочь — наполовину красную, наполовину синюю Хель (богиня царства мертвых), гигантского змея Ёрмунганда и чудовищного волка Фенрира. Также у него есть двое детей от Сигюн: Нари и Вали (в др. вариантах: Нари и Нарви, Вали и Царви). Кроме того, в «Песне о Хюндле» говорится, что Локи породил всех ведьм, съев полусгоревшее сердце злой женщины и таким образом зачав их («Песнь о Хюндле», 41). 

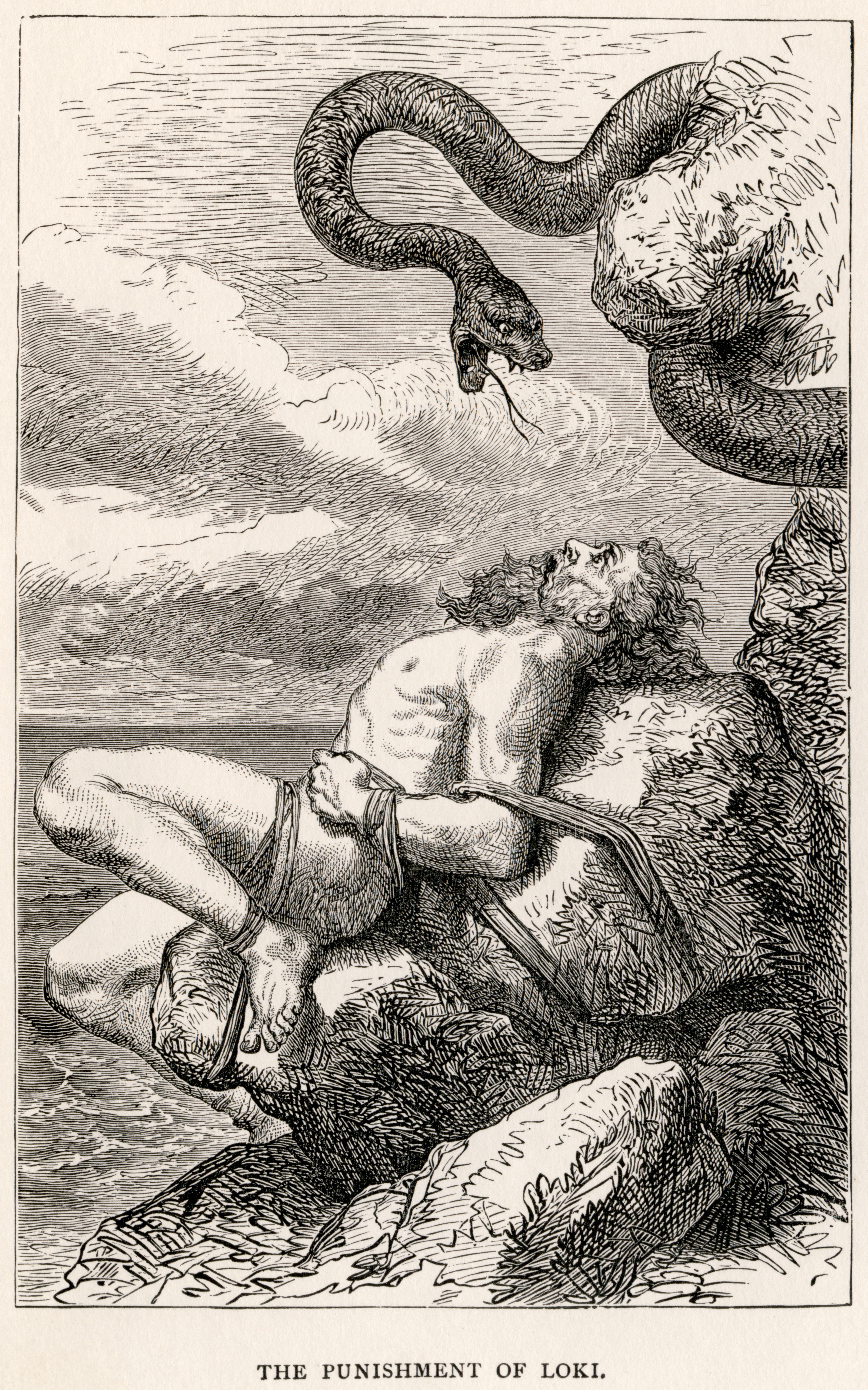
«Наказание Локи». Иллюстрация Луи Уара к The Heroes of Asgard (1900)

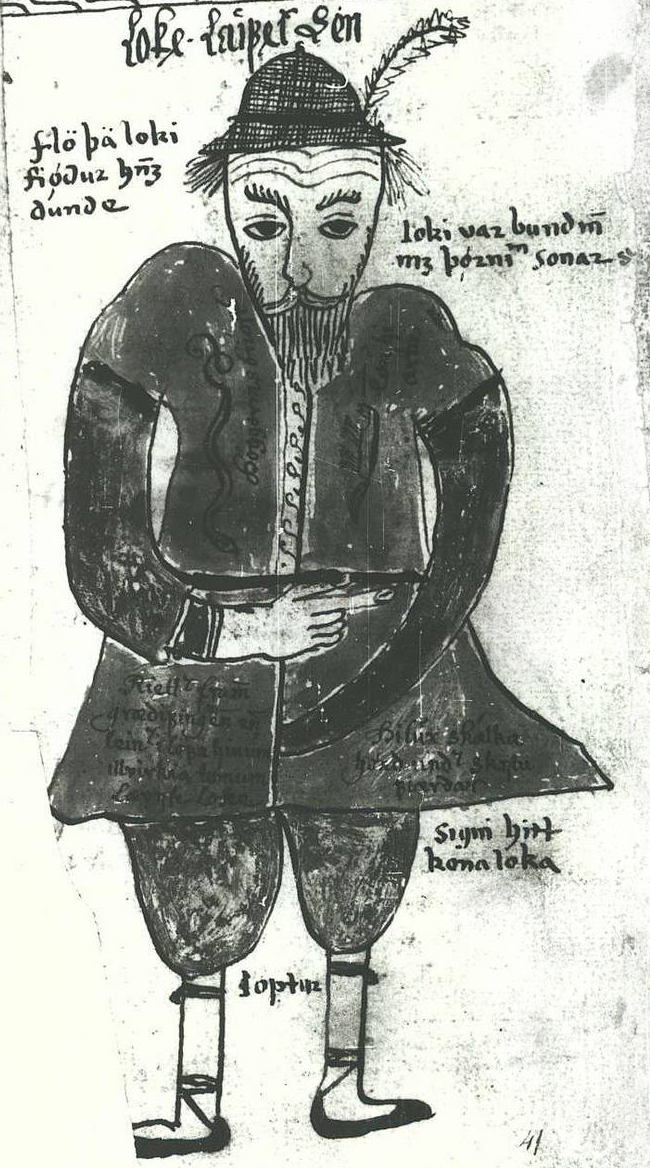
Изображение Локи со страниц древнеисландского манускрипта Edda Oblongata (1680)

Черты Локи характерны для трикстеров: двуличность, изворотливость, хитрость, коварство. Утверждение, что понятия о «хорошем» и «плохом» для него просто отсутствуют, не совсем верно. В песне «Перебранка Локи» он беспощадно и не стесняясь в выражениях разоблачает семь богинь и семь богов, собравшихся на пир у морского великана Эгира. Богов он обвиняет прежде всего в трусости, а богинь — в нецеломудрии. На том же пиру Локи признаёт собственную вину в гибели бога Бальдра.
После этого Локи попытался скрыться и в образе лосося спрятался в водопаде фьорда Франангр. Разгневанные асы поймали и его и двух его детей, Вали и Нарви. Вали превратили в волка, и он разодрал брата на части. Кишками Нарви связали Локи и приковали к скале, к трём камням. Скади, мстя за своего отца, повесила над его головой змею, яд которой непрерывно капает на лицо Локи. Но верная жена бога Сигюн держит над ним чашу, в которую и собирается яд. Когда чаша переполняется, Сигюн идёт опорожнить её, а в это время яд капает на лицо Локи, и он бьётся в мучениях. Именно это, по преданию, является причиной землетрясений.
С другой стороны, асы часто прибегали к услугам Локи в тех случаях, когда надо было проявить хитрость. Локи обладал способностью менять свою внешность. Так, он в образе прекрасной кобылы сманил коня по имени Свадильфари у ётуна-каменщика, строившего Асгард, чем избавил асов от необходимости отдавать последнему в жены богиню Фрейю. При этом Локи забеременел, после чего выносил и родил восьминогого жеребёнка Слейпнира, на котором впоследствии ездил Один. Благодаря Локи асы получили такие сокровища, как молот Тора Мьёлльнир, копьё Одина Гунгнир, корабль Скидбладнир, кольцо Драупнир и вепря Гуллинбурсти.

## Происхождение
Некоторые исследователи утверждают, что, будучи частью триады демиургов (Один, Хенир и Лодур, или Локи), этот бог изначально был рождён от поколения богов, существовавших ещё до Одина, и был сыном великана Имира, а его братьями были Кари (воздух) и Хлер (вода), сестрой — Ран, страшная богиня моря. Другие мифологи, однако, считают его сыном великана Фарбаути, которого ассоциировали с Бергельмиром, единственным выжившим после потопа, а также сыном Лаувейи (лиственный остров) или Наль (корабль). В этом случае единственное, что связывает Локи и Одина, — это клятва в побратимстве, которую давали друг другу скандинавы.

## Семья
Помимо брака с Сигюн, Локи женился на великанше Ангрбоде («сулящая горе»), живущей в Железном лесу и родившей ему трёх чудовищ: Хель — богиню смерти, змея Мидгарда Ёрмунганда и волка Фенрира.
Сигюн родила ему двух сыновей, Нарви (Нари) и Вали, причём последний был назван в честь бога, отомстившего за Бальдра. Сигюн всегда хранила верность своему мужу и не предала его даже после того, как его окончательно изгнали из Асгарда и свергли в недра земли.
Конь Слейпнир также является сыном Локи, которого тот родил в образе кобылы от коня Свадильфари.
Также Локи ошибочно приписывают брак с Глут (сияние), которая была замужем за Логи и родила тому двух дочерей — Эйзу (уголь) и Энмиру (пепел).

## Этимология
Вопрос об этимологии не разрешён. Самой распространённой является версия происхождения от древнеисландского lúka — «закрывать, запирать; заканчивать» (возможное указание на роль Локи в Рагнарёке, как хтонического божества).
Иногда имя Локи сближают с балтийским обозначением медведя лит. Lokys и греческим обозначением волка греч. Λύκος.
Также существует версия о происхождении имени Локи от слова «логи» — «огонь», что и является основой версии о том, что Локи — бог огня.
Жорж Дюмезиль, сравнивая Локи с героем нартского эпоса Сырдоном и находя между ними типологическую общность, приводит обзор толкования образа скандинавского бога:
…Локи — это огонь, говорили первые приверженцы натуралистического толкования. Локи — вода или ветер, поправляли другие. Последователи Манхардта обрядили его в униформу «духов растительности». В нём видели бога с адскими и хтоническими чертами (…). Одни фольклористы сочли возможным приветствовать в его лице своего рода удачливого старшину в армии гениев, троллей и эльфов, всегда кишащих на скандинавском горизонте. Другие признали в нём одновременно и «культурного героя» из мифологических рассказов некоторых полуцивилизованных народов, и обманщика, который порой его замещает.

## Локи в современной культуре

### Музыка и театр
- Локи — персонаж оперы Рихарда Вагнера «Золото Рейна» (1869, под именем «Логе»).

### Кинематограф и анимационные фильмы

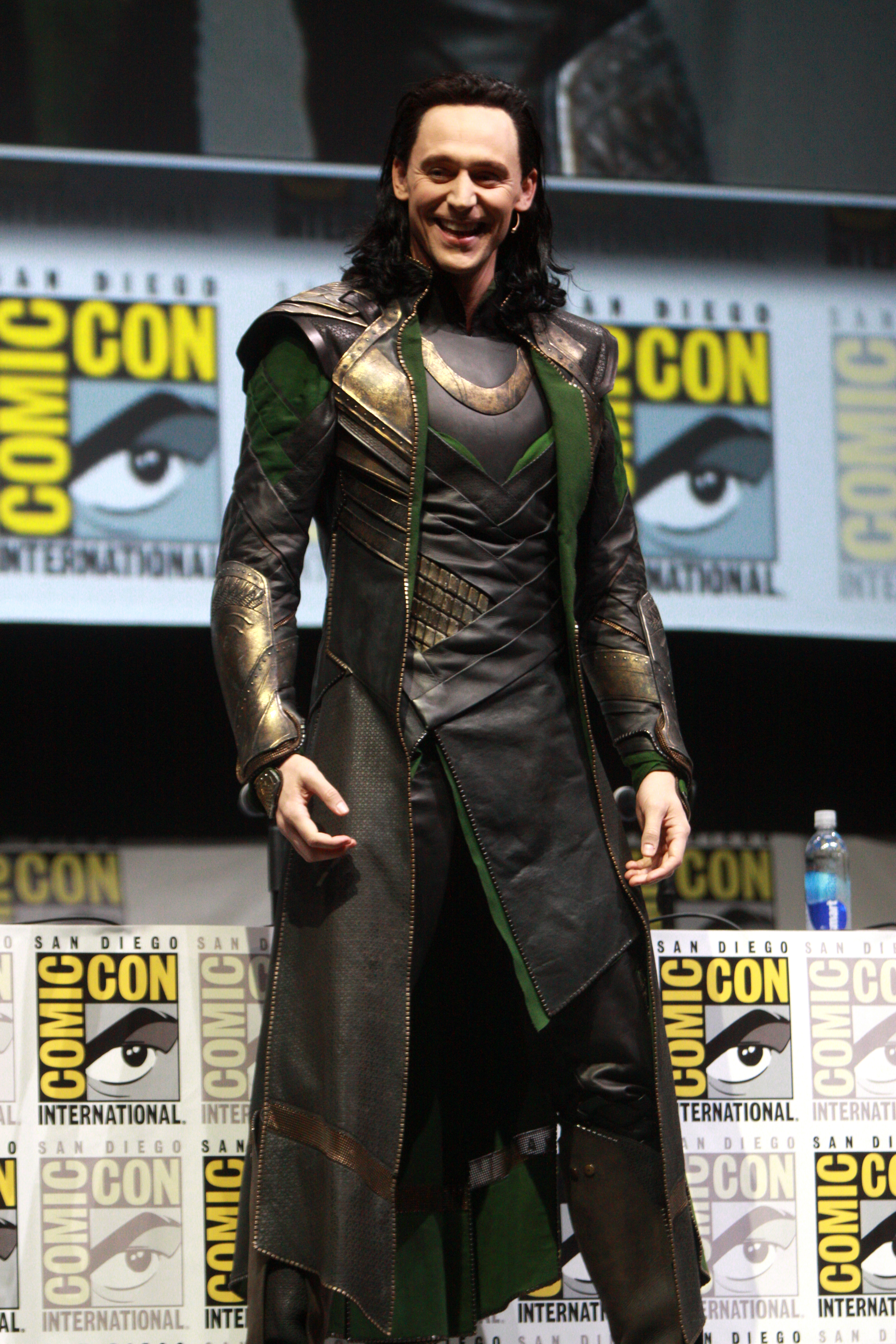
Том Хиддлстон в костюме Локи из фильма «Мстители», Comic Con-2013

- В комиксах по вселенной Marvel существует персонаж Локи, основанный на мифологическом, но не идентичный ему (так, по комиксам он приёмный брат Тора, а не Одина, и имеет чёрные, а не рыжие волосы). Обычно ему отводится роль злодея или неоднозначного антигероя. В экранизациях комиксов его роль исполнил Том Хиддлстон.

### Компьютерные игры
- В 2D-игре «God of Thunder» 1993 года Локи является главным антагонистом[4].
- В игре Rune бог Локи глубоко под землёй скован каменной змеёй. Сюжет игры тесно связан с богом Локи.
- В серии игр God of War Локи является сыном главного героя - Кратоса, в God of War: Ragnarok Локи (Атрей) доступен в качестве играбельного персонажа и играет важнейшую роль в сюжете игры.